# Охтинский мыс
Охтинский мыс — участок суши в Красногвардейском районе Санкт-Петербурга в месте впадения реки Охты в Неву.

## История Охтинского мыса
Как показали археологические раскопки 1990—2000-х годов, территория Охтинского мыса начала осваиваться человеком с периода около 4070 года до н. э., когда район современного устья Охты, представлявший собой открытый, мелководный, опреснённый залив Литоринового моря, по мере понижения уровня моря оказался частично изолирован и подвергся заболачиванию. Современной Невы в тот период ещё не было, и территория использовалась древними людьми как место рыболовного промысла и иной хозяйственной деятельности.
Заселение Охтинского мыса началось в раннем средневековье. Археологами были обнаружены остатки мысового городища, принадлежавшего либо Новгороду, либо зависимой от него ижоре. В 1300 году шведы попытались закрепиться в этом районе, построив крепость Ландскрона, которая уже через год была разрушена новгородцами. В Смутное время (начало XVII века) шведы вновь заняли эту территорию, возведя на Охтинском мысу крепость Ниеншанц.

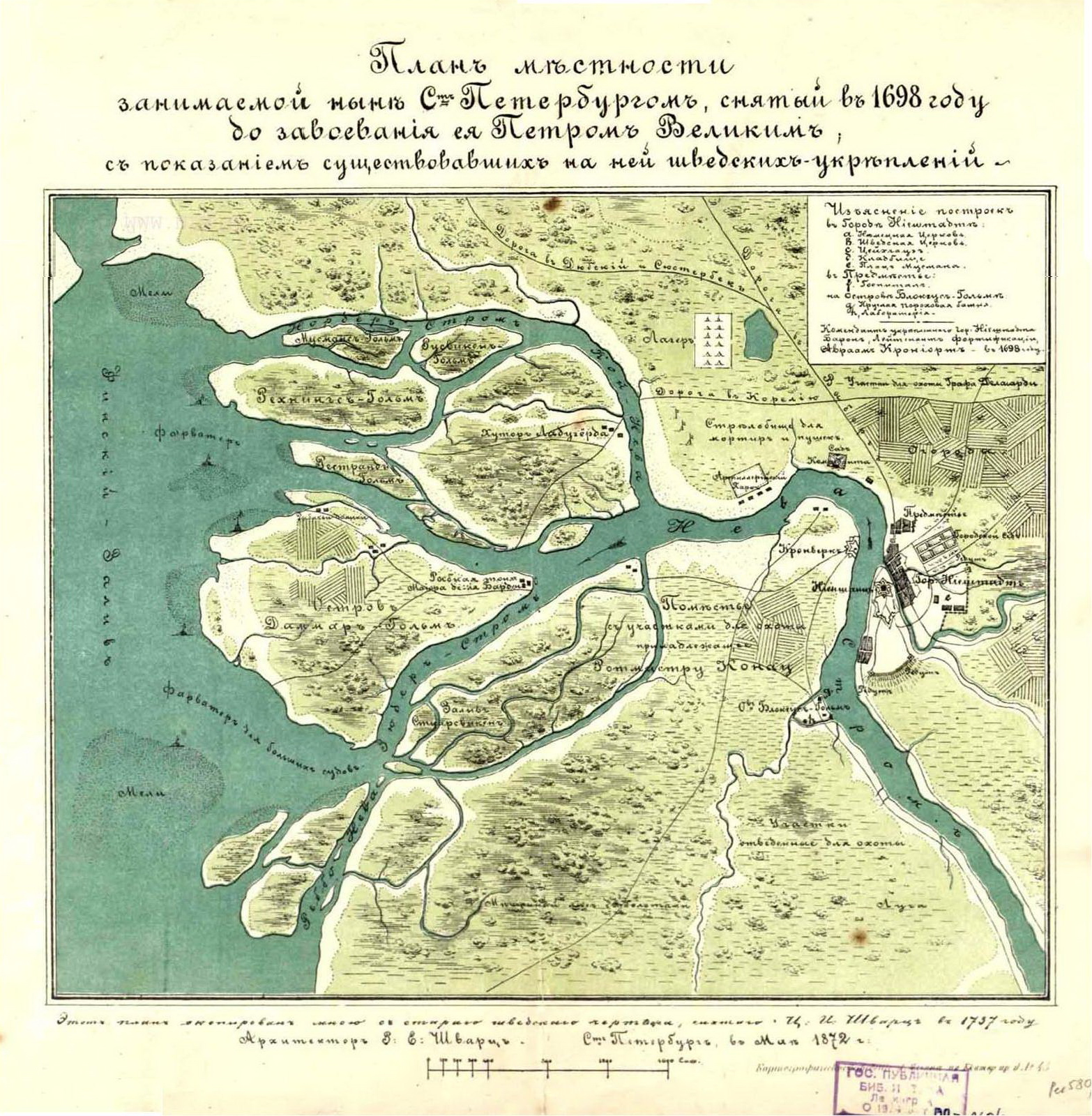
План местности, занятой впоследствии Петербургом. Составлен в 1698 комендантом крепости Ниеншанц Авраамом Крониортом, перевод Ц. И. Шварца, 1737 г.

В результате Северной войны России со Швецией территория устья Невы вошла в состав Российской империи, Ниеншанц был взят штурмом и впоследствии разрушен.

Когда в 1703 году Ниеншанц был взят, Петр I приказал его полностью уничтожить. Выполнен его приказ был на совесть Бастионы крепости, который были высотой 6-7 метров, оказались полностью разрушены, — рассказывает заместитель руководителя охтинской археологической экспедиции ИИМК РАН Александр Суворов.
— 
С основанием Санкт-Петербурга центр человеческой деятельности смещается ниже по течению Невы — сердцем Санкт-Петербурга становится Петропавловская крепость на Заячьем острове.
В 1740—1760-х гг. на территории бывшей шведской крепости находился Канецкий огород — плодопитомник с оранжереей. В 1760-х гг. он был передан Смольному институту, а в 1806 году — Морскому ведомству, которое использовало эту территорию для расширения судоверфи и создания Охтинского адмиралтейства с системой эллингов и судоходных каналов. С этого времени Охтинский мыс становится промышленной зоной города. Со стапелей Охтинского адмиралтейства в XIX веке сошли многие суда, связанные с громкими событиями военной, политической и научной истории России.
В середине XIX века здесь начали строить корабли с механическими двигателями. С конца XIX века значение предприятия (с 1914 года — Петрозавод) начало постепенно снижаться. В послевоенное время здесь выпускались крупными сериями морские и портовые буксиры, а с середины 1970-х годов предприятие было перепрофилировано на выпуск технологического оборудования. С распадом СССР и переходом России к рыночной экономике завод постепенно пришёл в упадок. В 2006 году значительную территорию мыса (участки общей площадью 4,7 га, на которых располагались аварийные корпуса Петрозавода) выкупило дочернее предприятие «Газпрома» — ОАО «Газпромнефть» для строительства общественно-делового района Охта-центр. Из-за высоты небоскреба в 396 метров проект вызвал широкую дискуссию.
В 2019 году «Газпром нефть» приняла решение разработать новую архитектурную концепцию развития своего участка на Охтинском мысе.
В открытом конкурсе участвовали российские архитектурные бюро Сергея Скуратова и KOSMOS, японская Nikken Sekkei, германская Ingenhoven Architects в консорциуме с ABD Architects, фирмы MVRDV и UNStudio из Голландии, французское бюро Valode&Pistre.
Победителем стал проект архитектурного бюро Nikken Sekkei. Авторы предложили соединить два стеклянных здания высотой 28 метров. Они будут напоминать по форме хрустальный корабль, тем самым подчеркивая статус Санкт-Петербурга как морской столицы России. В зданиях расположатся выставочные и конференц-залы, рестораны и кафе, обзорная площадка на воздушном переходе между зданиями и помещения для сотрудников компании. Во внутренних пространствах планируется устроить зеленые галереи и общественный парк для городских мероприятий. Охраняемую территорию города при этом проект не затронет.

## Археологические исследования на Охтинском мысу
В 1992—1998 годах археологической экспедицией под руководством П. Е. Сорокина проводились раскопки, в результате которых в 2001 году территория между Невой и левым берегом устья Охты была официально объявлена археологическим памятником и взята под охрану государства. В 2003 году к 300-летию Санкт-Петербурга был открыт музей «700 лет — Ландскрона, Невское устье, Ниеншанц».
Таким образом, ОДЦ «Охта», планируя строительство, обязан был сначала профинансировать археологические исследования на этой территории. С 2006 по 2010 год на территории объекта культурного наследия «крепость Ниеншанц» были проведены беспрецедентные по масштабам охранные археологические раскопки. Общая территория раскопок составила более 40000 квадратных метров, стоимость обошлась инвестору в 500 млн рублей.
Первый этап раскопок осуществляла Санкт-Петербургская археологическая экспедиция СЗИ «Наследие» под руководством П. Е. Сорокина. (исследовано 2,7 га в рамках контракта на сумму 307 млн руб.) Затем исследование продолжила группа ИИМК РАН под руководством Натальи Соловьёвой. (исследовано 1,7 га в рамках контракта на сумму 187 млн руб.).
В ходе исследования выявлены участки культурного наследия общей площадью 2,4 га. 0,8 га из них расположены на территории «Газпром нефти», а остальные 1,6 га находятся в собственности города.
Ряд специалистов считают выявленный памятник уникальным с научной и экспозиционной точек зрения. Сооружение должно охраняться государством, а проект освоения территории — учитывать наличие грандиозного по масштабам археологического объекта.
В результате раскопок был выявлен ряд археологических памятников, изучены культурные слои и сооружения эпох неолита — раннего металла — Средневековья, Нового времени. Укрепления Ландскроны, изученные к настоящему времени, занимают территорию около 12000 квадратных метров. Обнаружены также укрепления Ниеншанца — двух периодов его существования.
Участки культурного наследия на территории Охтинского мыса — это по сути хаотично расположенные технологические бровки, небольшие зоны между раскопами и остатки деревоземляных крепостных рвов. Объекты постоянно разрушали более поздние сооружения, грунт многократно перемалывался при строительстве крепостей, сооружений Охтинской верфи, Петрозавода и бомбоубежищ.
Обнаруженные изделия из бересты, янтаря, глины, дерева и камня эпохи неолита и раннего металла, предметы быта, шведские монеты, нательные украшения более позднего периода изучены и находятся на хранении. Но музеи Санкт-Петербурга до сих пор не приняли находки для экспонирования.
Древесина крепости Ландскрона сохранилась плохо, поэтому при проведении работ конструкции клетей внутренней площадки крепости рассыпались. Большую часть укреплений Ландскроны разрушила автодорога вдоль Невы, конструкции ранее находившейся здесь судовой верфи и железобетонными — конструкциями Петрозавода. Некоторые фрагменты утрачены из-за археологических раскопок пластов неолита и раннего металла.
Обнаруженные фрагменты шведской крепости Ниеншанц (XVII—XVIII вв.) представлены рвом, окружавшим площадки утраченных насыпей бастионов и куртин. Также в ходе раскопок был найден колодезный сруб и остатки постройки с булыжным полом. По данным ученых, после основания Санкт-Петербурга по приказу Петра I надземные части фортификаций Ниеншанца были уничтожены. Сохранены лишь несколько остатков конструкций Карлова бастиона, которые законсервировали в 2011 году.
На территории, принадлежащей городу, также были выявлены потенциально сохранившиеся участки крепости Ниеншанц — восточная, западная и южная стены крепости. Но власти Санкт-Петербурга археологические работы здесь не проводили.
После завершения исследований часть территории, в соответствии с рекомендациями государственных органов охраны памятников, была законсервирована.

## Судебные разбирательства

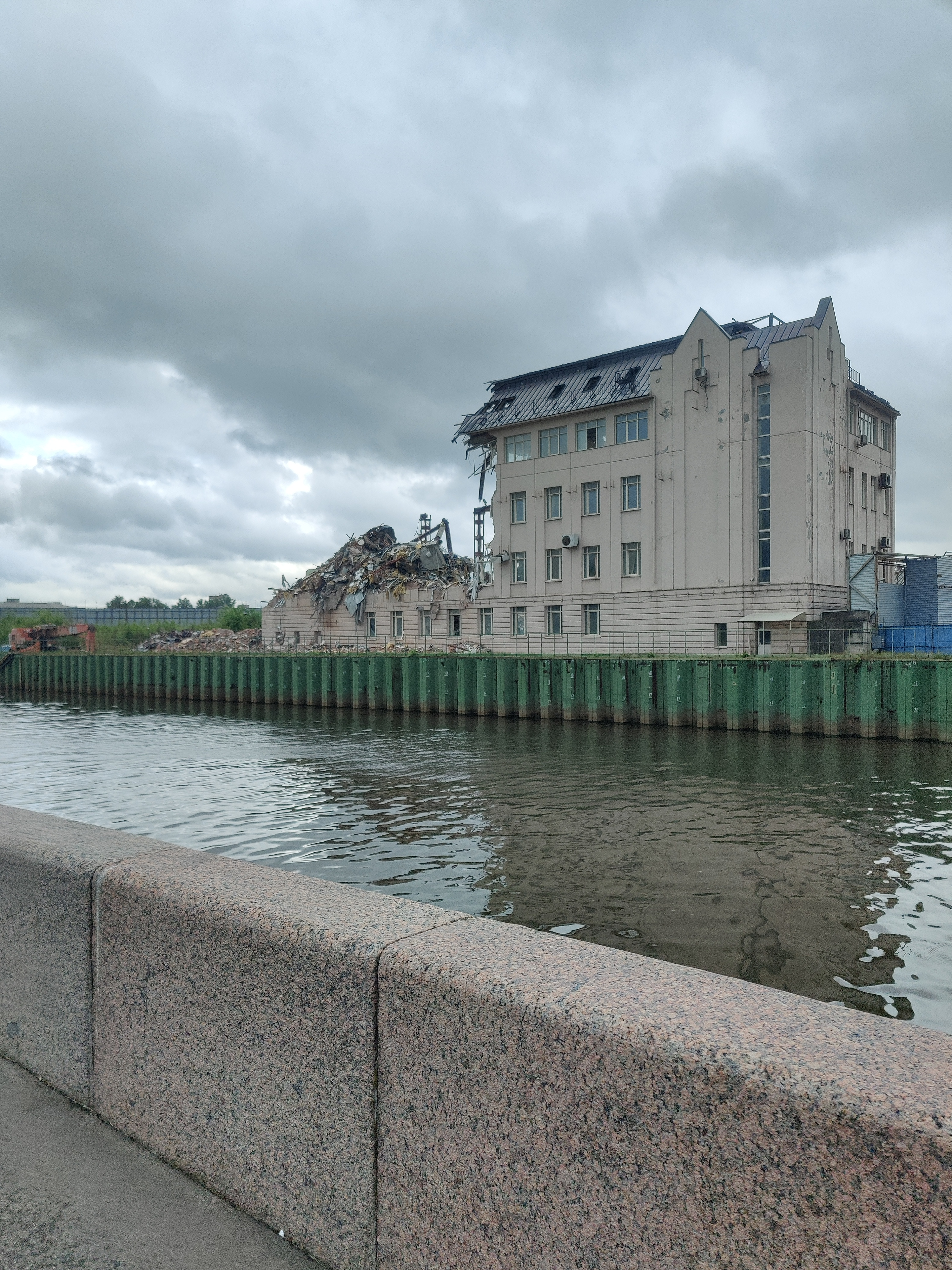
Снос дома на Охтинском мысу, 2023 год, июнь

В октябре 2011 года по заказу ОДЦ «Охта» была проведена государственная историко-культурная экспертиза, целью которой было определить название, категорию, статус и границы объекта культурного наследия, расположенного на Охтинском мысу. Экспертами предложено определить статус участка как «достопримечательное место регионального значения» и установить разные режимы использования для участков, которые не исследованы, и для территории, где культурный слой изучен полностью, а также рекомендовано создание музеев, выставок и других элементов музеефикации. Совет по сохранению культурного наследия Санкт-Петербурга не согласился с выводами экспертов и рекомендовал назначить повторную экспертизу. Члены совета обратили внимание на односторонний и тенденциозный подбор изученных материалов, а также тот факт, что авторы экспертизы лично посетили Охтинский мыс лишь в день подписания итогового документа.
Тем не менее 5 марта 2012 года КГИОП принял решение включить участок на Охтинском мысу в реестр региональных памятников на основе отвергнутой Советом по сохранению культурного наследия экспертизы (Совет имеет совещательные функции). Фактически такой статус определял Охтинский мыс как достопримечательное место без наличия археологических памятников (кроме Карлова бастиона Ниеншанца) и позволял застройку территории. Некоторые специалисты посчитали такое решение КГИОПа компромиссным.
Но в июне 2013 года Куйбышевский районный суд Санкт-Петербурга по иску защитников Охтинского мыса Ольги Андроновой и Павла Шапчица признал незаконным распоряжение КГИОП и отменил его. Решение было оспорено ОДЦ «Охта», но после нескольких судебных тяжб Верховный суд окончательно встал на сторону истцов и отменил распоряжение КГИОП. Таком образом, памятникам Охтинского мыса был возвращен статус «выявленных объектов культурного наследия» согласно распоряжению КГИОП от 10 мая 2001 г. № 48. Такой статус является временным. Для того, чтобы окончательно поставить археологические объекты на Охтинском мысу под охрану, необходимо включение их в список объектов культурного наследия федерального значения (таков охранный статус всех памятников археологии в России).
Для постановки памятников на учёт в 2014 году по заказу Петербургского городского отделения ВООПиК была проведена новая историко-культурная экспертиза выявленного объекта «Ниеншанц (Охта 1) Шведской крепости 1611—1703 гг.: участки культурного слоя, грунтовый могильник». По заключению специалистов, территория Охтинского мыса представляет историческую и археологическую ценность и должна быть включена в реестр в качестве объекта культурного наследия федерального значения. В течение трех лет экспертиза рассматривалась в Министерстве культуры. В сентябре 2017 года она была отклонена. По мнению заместителя председателя петербургского отделения ВООПиК Антона Иванова, это могло быть связано с планами по застройке территории.

## Общественные дискуссии

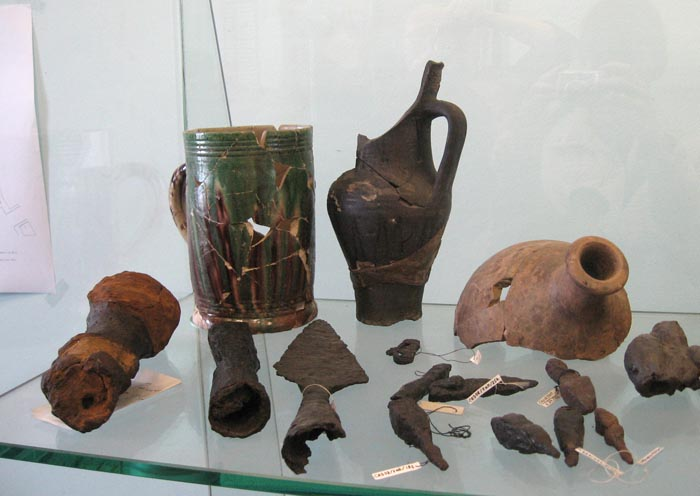
Находки из раскопок Ниеншанца и Ландскроны

Мнения специалистов по поводу ценности археологических раскопок и его дальнейшей судьбы разошлись. Пётр Сорокин окрестил место раскопок «Петербургской Троей» и предлагал создать на месте раскопок Археологический парк. Он выразил мнение своих коллег о том, что эта территория представляет уникальную ценность для изучения истории Санкт-Петербурга, всей Древней Руси, а также Северной Европы.
Другие считают сравнение с Троей необоснованным:

Охта — русская Троя? Такая формулировка допустима для неспециалистов; специалистам говорить такие вещи не пристало. Нельзя сравнивать находки, сделанные на Охте, с Троей: разное время, разные регионы, культурно-хронологические эпохи. На территории России были, есть и будут другие очень значимые памятники. Почему бы тогда не назвать Охту Костенками — это село в Воронежской области, где сохранилось множество стоянок эпохи палеолита? Почему нет?
— 
Также многие археологи и специалисты по музейному делу признали утопичность идеи создания на Охтинском мысе Археологического парка, прежде всего, из-за невозможности сохранить памятник в открытом виде во влажном петербургском климате. По словам старшего научного сотрудника Института археологии РАН Николя Кренке, сделать это можно только в специальных условиях.

Эксперт уверен, что даже простое повторение контуров древних рвов и стен — достаточно сложная работа, которая потребует дополнительных исследований. Кроме того, необходимо помнить, что в ходе любых раскопок археологи неизбежно частично разрушают открытый памятник, чтобы вскрыть более ранние культурные слои.

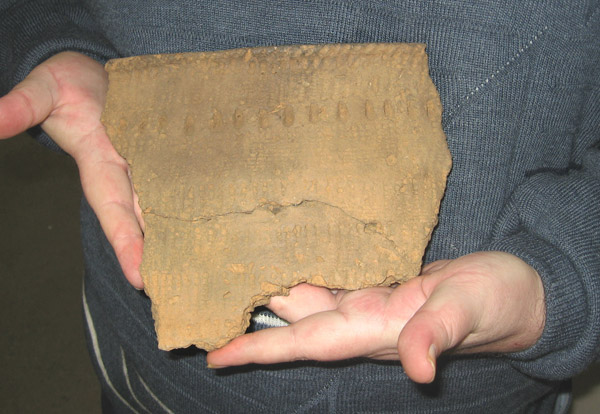
Фрагмент неолитического сосуда из раскопок на Охтинском мысу

Государственные эксперты Института истории материальной культуры РАН, работавшие на Охтинском мысе, также высказались против реконструкции фрагментов земляных сооружений крепости Ниеншанц из-за отложенного и неизбежного разрушения земляных слоев.
Нисколько не умаляя значимости находок Охтинского мыса, специалисты-музейщики предлагают в качестве альтернативы выставить их в Музее истории Санкт-Петербурга:

Петербург в принципе стоит на богатых культурных слоях, — говорит директор Русского музея Владимир Гусев. — Вряд ли нужно сохранять любые раскопки, которые сопровождают каждую стройку. Это должен быть совершенно уникальный, интересный культурный объект, тогда есть смысл его музеефицировать.
— 
Некоторые эксперты выступили за частичную музеефикацию археологических объектов в сочетании с современным строительством.
Член Градостроительного совета при правительстве Санкт-Петербурга, руководитель архитектурной мастерской «Б 2» Феликс Буянов отметил, что большой археологическо-исторический музей на основе раскопок Охтинского мыса невозможен, поскольку будет неинтересным. Создание музея искусственно, считает он, — это явный новодел, что противоречит самой идее сохранения культурного наследия и станет слишком вольной интерпретацией истории. При этом Охтинский мыс прекрасно подходит для создания многофункционального центра — строительства жилья, офисов, культурных объектов. Эксперт предложил музеефицировать «пятно» Ниеншанца, сделать крытую неотапливаемую площадь-музей. Такое музейное соседство по его мнению повысит привлекательность и жилья, и деловой зоны.
Подобной позиции придерживается и заслуженный архитектор России, член-корреспондент Международной академии архитектуры Вячеслав Ухов. Любой городской участок, по его мнению, должен быть мультифункциональным, служить прежде всего людям. А Охтинский мыс не должен превращаться в резервацию из одного музея, на этом месте можно строить бизнес-центры, жильё, музеи.
Идею зонирования на Охтинском мысе поддерживает и заместитель председателя совета петербургского ВООПИиК Антон Иванов. Он считает, что на части Охтинского мыса может быть устроен музей под открытым небом, а другая часть может быть отдана под малоэтажную застройку.

При желании можно подойти к этому грамотно, найти место сохранению исторических памятников и при этом выстроить коммерческую модель. На части территории вполне возможно коммерческое использование, в экспертизах, которые выполняло Общество по охране памятников, мы это предлагали", — отмечал эксперт
— 
Против превращения всего участка в музей археологии высказался и заслуженный архитектор России, вице-президент Санкт-Петербургского Союза архитекторов Святослав Гайкович. Он выступил за строительство театра, музея, концертного зала, спортивных объектов, ландшафтного парка. Признавая важность найденных памятников, он уверен, что они смогут стать лишь небольшой частью культурного комплекса.
Архитектор Олег Манов считает, что на Охтинском мысе может быть реализован и востребован проект, подобный лондонскому музею современного искусства Тейт Модерн, который выполняет культурные, развлекательные и торговые функции и является лидером в Европе среди музеев по посещаемости. Эксперт считает, что подобный проект может быть реализован и востребован на Охтинском мысе. По мнению эксперта, в музейном комплексе вполне можно было бы разместить офисные помещения.
Руководитель архитектурной мастерской «Рейнберг & Шаров» Андрей Шаров считает, что небольшое количество серьёзных экспонатов, найденных при раскопках, и утрата части из них при археологических работах не позволят создать полноценный музейный комплекс, способный привлечь публику. Поэтому возможна лишь вновь созданная конструкция с искусственно привнесёнными экспонатами. Эксперт считает, что будет правильнее отдать участок под общественную функцию.
Инициативная группа депутатов, ученых, журналистов, писателей и представителей других профессий, тем не менее, уверена, что на Охтинском мысе нельзя вести никакое строительство. В 2013 году инициативной группой была составлена «Охтинская декларация». Её авторы настаивают на том, что памятники Охтинского мыса должны стать основой для создания ландшафтного археологического музея-заповедника общероссийского значения.

Считаем, что уникальный комплекс археологических памятников на Охтинском мысу имеет важнейшее историко-культурное значение для Петербурга, России и всей Европы. Выявленные здесь археологические памятники должны быть взяты под охрану в качестве объектов культурного наследия федерального значения. Допустить застройку Охтинского мыса — значит допустить гибель памятников отечественного и мирового культурного наследия. Охтинский мыс — национальное достояние России — не может находиться в частной собственности. Он должен быть возвращён городу.
— 
Эту декларацию подписали: Анатолий Кирпичников, Владимир Дыбо, Андрей Битов, Леонтий Войтович, Сергей Белецкий, Александр Кушнер, Андрей Зубов, Александр Архангельский, Юрий Мамин, Борис Вишневский, Владимир Сарабьянов, Сергей Трояновский и многие другие (всего около 5 тысяч человек).
Охтинская декларация была передана губернатору Санкт-Петербурга Георгию Полтавченко.
В июле 2013 года состоялась встреча инициативной группы с Г. Полтавченко, на которой активисты передали ему все документы по делу и изложили свою позицию. Однако никаких решений в результате совещания не было принято. Губернатор не занял определённую позицию, а попросил всех участников работать только с фактами и дождаться решения судов.
В начале 2020 года депутат Законодательного Собрания Санкт-Петербурга Борис Вишневский обратился к новому губернатору Александру Беглову с предложением выкупить участок Охтинского мыса. В своем ответе градоначальник отметил, что согласно Земельному кодексу и 44-ФЗ «О контрактной системе…» город не имеет права выкупить около 4,7 га на Охтинском мысу.
Также весной 2020 года на сайте Change.org группа активистов начала сбор подписей за зелёное архитектурное будущее Охтинского мыса. Авторы отмечают, что застройка Охтинского мыса имеет большое значение в контексте не только прошлого, но и будущего Санкт-Петербурга, и решение должно приниматься открыто и ответственно.

## Проект застройки 2020 года
В начале 2020 года «Газпром нефть» провела закрытый конкурс на проект застройки Охтинского мыса. В марте компания представила концепцию-победитель от японского бюро Nikken Sekkei. Проект «Хрустальный корабль» предполагает возведение 28-метрового комплекса из двух офисных зданий и общественного парка. Представленная Nikken Sekkei справка по проекту упоминает только цеха Петрозавода, умалчивая о стоянках людей эпохи неолита и раннего металла, крепостях Ниеншанц и Ландскрона и прочих археологических драгоценностях мыса. По оценке Петра Сорокина руководителя группы археологов, проводивших раскопки на Охтинском мысе, все не взятые под государственную охрану объекты вошли в зону застройки и находятся под угрозой уничтожения. В июне 2020 «Газпром нефть» направила в суд иск о признании недействующим приказа Минкульта, на основании которого объект на участке компании получил статус памятника культуры. Иск поддержали и градозащитники, документы подали депутат Борис Вишневский и активист Павел Шапчиц, однако имея противоположную цель — им тоже требуется признание недействительными ранее установленных границ территории, чтобы расширить охранную зону и избежать вандальной застройки.
В феврале 2021 года президент России Владимир Путин поручил к 1 мая рассмотреть вопрос создания историко-археологического музея-заповедника на Охтинском мысе. В конце апреля того же года состоялось заседание общественного научно-экспертного совета по культурному наследию в Петербургском отделении ВООПИиК, на котором эксперты признали всю территорию Охтинского мыса имеющей высокую археологическую и культурную ценность. Поручение президента к установленному сроку выполнено не было, доклад перенесли на 1 декабря 2021.
6 сентября КГИОП опубликовал документ с новым режимом использования территорий на Охтинском мысе, регламентирующий возможные работы на участках. Павел Шапчиц озвучил опасения, что размытые формулировки могут быть трактованы по-разному и в результате есть вероятность повредить археологические памятники новым строительством. На совещании-встрече директоров музеев-заповедников осенью 2021 года замминистра культуры Алла Манилова потребовала от Петра Сорокина карту расположения обнаруженных памятников и проект музеефикации, который, однако, уже был предоставлен в министерство ещё в 2009 году. Глава КГИОП Сергей Макаров и вице-губернатор Петербурга Борис Пиотровский лоббируют идею «Газпрома» музеефицировать 2000 м² территории. Защитники отмечают, что чиновники саботируют поручение президента, сначала срывая сроки, а затем — подменяя понятия, так как на совещании по охране Охтинского мыса вместо озвученного президентом полноценного археологического заповедника они предлагают создать музей в Меншиковом бастионе Петропавловской крепости.
13 октября 2021 года Nikken Sekkei открыла выставку в Доме архитектора, на которой представила проект застройки Охтинского мыса. В представленной концепции музеефицированы только 0,8 га.
19 ноября 2021 года судебный иск градозащитников о бездействии КГИОП по выявлению ценных архитектурных фрагментов дерево-земляной крепости XIV века Ландскрона был удовлетворён судом. Шапчиц назвал это «важной победой» в деле борьбы против незаконной застройки Охтинского мыса: по решению суда комитет обязан устранить нарушения в определении принадлежности статуса крепости, её включения в реестр выявленных объектов культурного наследия и определения поворотных точек участков, не подлежащих застройке.
31 октября 2022 года Александр Бастрыкин поручил Следственному Комитету России проверить одобренный городскими властями проект «Газпрома» на застройку мыса.